# Louis Barbey
Pour les articles homonymes, voir Barbey (homonymie).
Louis Barbey, né le 10 novembre 1888 et mort le 28 octobre 1978, est un patineur artistique suisse et français de la catégorie des couples. Il a été deux fois champion de France avec son épouse Elvira Barbey en 1934 et 1936.

## Biographie

### Carrière sportive
Avec son épouse Elvira Barbey, il patine en couple artistique pour la Suisse lors des Jeux olympiques d'hiver de 1928 à Saint-Moritz. Il patine ensuite lors des championnats de France et remporte deux fois le titre national en 1934 et 1936 à Paris.
Leurs style et présentation étaient toujours d'un classicisme absolu, avec toujours des gants blancs jusqu'à leur dernière exhibition.

### Famille
Il est le père de la sextuple championne de France de patinage artistique Gaby Barbey.

## Palmarès
| Compétitions en Couple     | 1924 | 1925 | 1926 | 1927 | 1928 | 1929 | 1930 | 1931 | 1932 | 1933 | 1934 | 1935 | 1936 | 1937 |  |
| Jeux olympiques d'hiver    |      |      |      |      | 11e  |      |      |      |      |      |      |      |      |      |  |
| Championnats du monde      |      |      |      |      |      |      |      |      |      |      |      |      |      |      |  |
| Championnats d’Europe      |      |      |      |      |      |      |      |      |      |      |      |      |      |      |  |
| Championnats de France     | 2e   | 2e   |      | 2e   | 2e   | 2e   | 2e   | 2e   | 2e   | 2e   | 1er  | 3e   | 1er  | 3e   |  |
|                            |      |      |      |      |      |      |      |      |      |      |      |      |      |      |  |
| Compétitions en Individuel | 1924 | 1925 | 1926 | 1927 | 1928 | 1929 | 1930 | 1931 | 1932 | 1933 | 1934 | 1935 | 1936 | 1937 |  |
| Championnats de France     |      | 2e   | 2e   |      | 2e   | 2e   |      |      |      |      |      |      |      |      |  |
|                            |      |      |      |      |      |      |      |      |      |      |      |      |      |      |  |